# Salvia clarendonensis
Salvia clarendonensis là một loài thực vật có hoa trong họ Hoa môi. Loài này được Britton miêu tả khoa học đầu tiên năm 1922.